# Lemezjáték

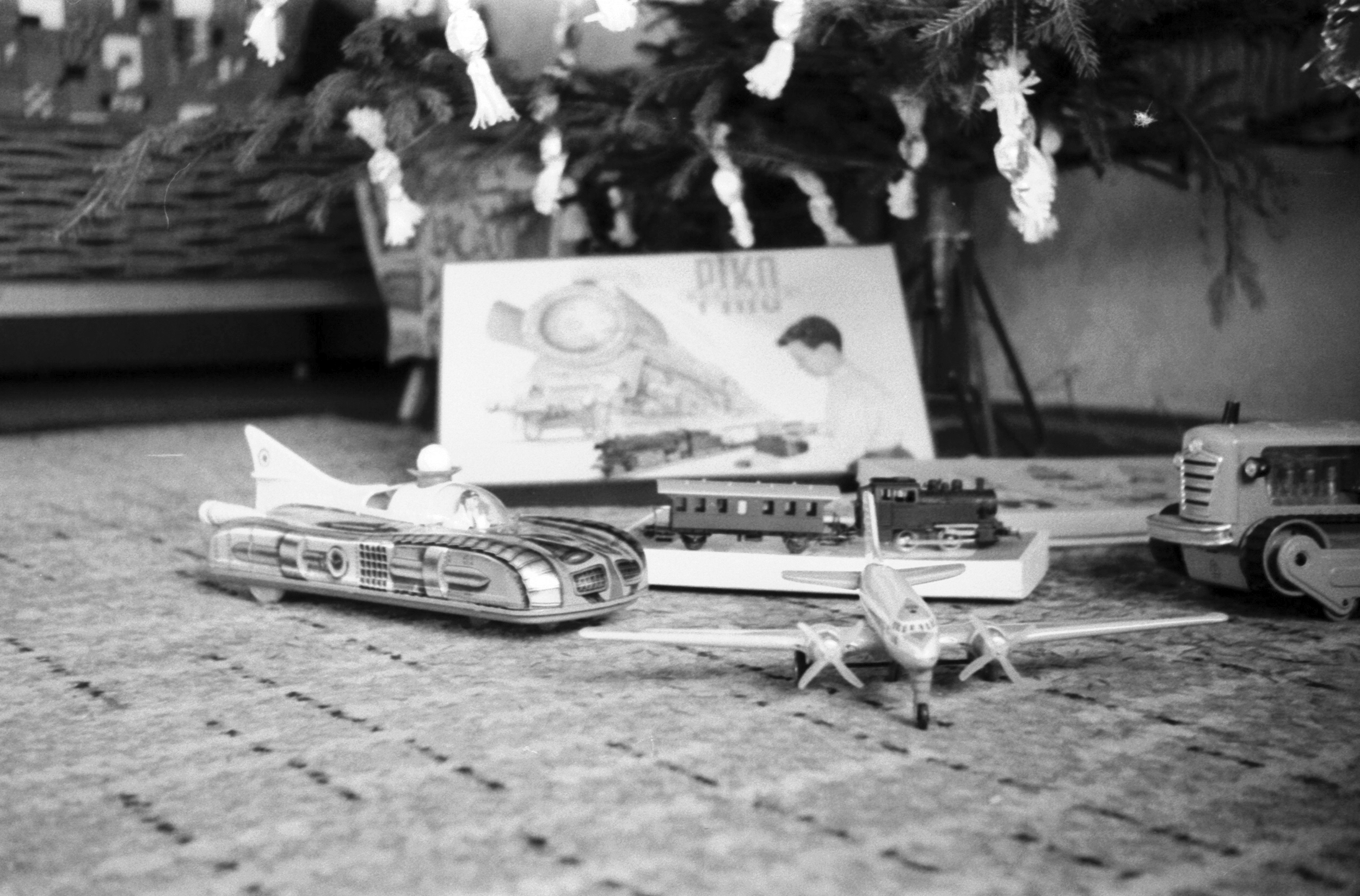
A budapesti Lemezárugyár játéka volt az elektromos meghajtású bolygókerekes Holdautó, ami egy fúvókán keresztül levegőt fújt ki és a ráhelyezett hungarocellből készült labda a gép mozgását követve felette lebegett (1965)

A lemezjátékok fémből készült játékok.

## Magyarországi története
A magyarországi lemezjáték-gyártás nagy korszakát a nemzetközi gyakorlattól eltérően 1953-tól számítjuk, amikor a Kohó és Gépipari Minisztérium úgy döntött, hogy a Lemezárugyár legyen játékgyártásunk központja.
A történet azonban még korábban, 1872-ben kezdődött Stadler Mihály "szitás - rostás" üzemében. Eleinte úgynevezett szerkezet nélküli kézi játékokat gyártottak, (homokozólapát, játékvödör). Később a Müller és Fehér cég litografált locsolókannát, a Magyar Fémdoboz Művek Rt. játékperselyt, litografált, szerkezet nélküli játékautót és torziós rugójú krokodil figurát készített. Spielberger Ármin furulyát, szájharmónikát, zenélő dobozt, kis játékautót állított elő. Monsbarth Géza üzeme 15 éves fennállása alatt, mintegy 1 millió darab trombitát, 550 ezer darab dugós puskát, játékkardot, csigafütyülőt, babacsörgőt, babaétkészletet gyártott. Az 1948-as államosítás után, győri Fémdoboz és Tubus Művek néven, majd az Elzett gyáregységeként, később Lemezárugyár néven jelentett koncentrált játékgyártó bázist. Külföldi minták alapján kezdték előállítani a rugós felhúzású teherautót és repülőgépet.
További lendkerekes autók jelentek meg: mentőutó, nyitott és zárt teherautó, tűzoltóautó, majd a darus autó, valamint a három karosszériás, szétszedhető és összerakható modell autó. Újszerű rugós játék volt a hegyi vasút. Próbálkoztak plüssel borított, rugós, lépegető mackóval és elefánttal.

## Kronológia
1957-58-ban átmeneti visszaesést okozott, hogy megszüntették az úgynevezett "bazár játékok” gyártását (babakocsi, babaágy, versenyautó, autóbusz). Viszont erős technológiai és termékfejlesztést végeztek, melyek időrendben a következők:
- 1947-ben megjelent szabadalom a Karle József-féle gyertyás (propulziós, "pöfögő") lemezjáték hajó
- 1958-59-ben: roller (Roli Zoli), 240-es lendkerekes autócsalád, lendkerekes helikopter, lendület motoros, rugós csibe (csipegető csibe), törpeautó,
- 1960-ban: huzalpályás autó, lendkerekes robogó, világító tűzhely, hullámvasút, kutyaház persely,
- 1961-62-ben: távvezérlésű elektromos autó, favágó persely, rugós röppentyű, tolató mozdony, közlekedési játék, propulziós hajó (varázscsónak), lendkerekes motorcsónak, gokart
- 1963-64-ben: (Ekkor már 72 féle játékot gyártottak.) Fiat, Mercedes, Volkswagen, Citroën, Trabant lendkerekes autók, rakodó vonat, visító malac, lendkerekes egér, szélmalompersely, turmix, kávédaráló, elektromos meghajtású holdautó
- 1965-ben: lendkerekes BMW, Opel, Ford, dodgem, TU104-es repülőgép, kosárlabda, korcsolyázó eszkimók, holdrakéta
- 1966-ban: elektromos csengősmozdony, rakétapisztoly és metalofon (xilofon)
- 1967-1968-ban: űrautó, Jaguár festett, díszített karosszériával, játékpályázaton is díjnyertes kozmoglóbusz és robot felderítő, Donald kacsa, helikopter állomás, tivoli.

Ezek a játékok szinte minden magyar családban megtalálhatóak voltak, hamar a gyerekek kedvenceivé váltak és több generáció fiatalságához hozzá tartoznak. A mai napig is legnépszerűbbek a következő lemezből készült termékek: a Kutyaház persely, a Csipegető csibe, a Törpeautó, a Holdrakéta, a Helikopter, a Lendület motoros, a Roli Zoli, a Közlekedési játék, stb.